# Hilaria mutica
Zacate toboso (Hilaria mutica) es una especie de gramínea perenne de la familia Poaceae. Es endémica de México y EE. UU. Sus rizomas tiene una altura de 30 a 50 cm. Se distribuye desde el sureste de Estados Unidos hasta los estados mexicanos de Sonora y Chihuahua. Actualmente se utiliza como una planta forrajera. 

## Descripción
Posee rizomas breves, culmos erectos de 30–50 cm de largo; con internudos distales glabros, y nudos pubescentes. Hojas más largas que los tallos internodales, venación estriada; escabrosos; márgenes glabros, o pilosos. Lígula membranosa de 1 mm de largo, laceradas. Láminas foliares achatadas, o involutas, 5–10 cm × 2–4 mm; superficie foliar ribeteada; escabrosa; rugosa en ambos lados; glabras, o pilosas.

## Taxonomía
Hilaria mutica fue descrita por (Buckley) Benth. y publicado en Journal of the Linnean Society, Botany 19: 62. 1881.
Etimología
Hilaria: nombre genérico que fue nombrado en honor del botánico francés Augustin Saint-Hilaire.
mutica: epíteto latino que significa "sin puntos".
Sinonimia
- Pleuraphis mutica Buckley[3]

## Distribución
En Estados Unidos está presente en Nuevo México y Arizona , mientras que en México en Sonora y Chihuahua.

## Nombres comunes
- Toboso común, zacate galleta.